# Дир Парк (Вашингтон)
Дир Парк (енгл. Deer Park) град је у америчкој савезној држави Вашингтон. По попису становништва из 2010. у њему је живело 3.652 становника.

## Демографија
Према попису становништва из 2010. у граду је живело 3.652 становника, што је 635 (21,0%) становника више него 2000. године.
| Група             | 2000.         | 2010.         |
| Белци             | 2.825 (93,6%) | 3.299 (90,3%) |
| Афроамериканци    | 10 (0,3%)     | 13 (0,4%)     |
| Азијати           | 5 (0,2%)      | 6 (0,2%)      |
| Хиспаноамериканци | 73 (2,4%)     | 137 (3,8%)    |
| Укупно            | 3.017         | 3.652         |